# 西方駅
西方駅（にしかたえき）は、鹿児島県薩摩川内市西方町にある肥薩おれんじ鉄道線の駅である。駅番号はOR24。
副駅名については薩摩川内市の企業・川内観光交通がネーミングライツを取得、2025年3月15日より副駅名が「地域と共に 暮らしと共に まごころのサービス 川内観光交通駅」となっている

## 歴史

### 駅名の由来
開業当時の地名（薩摩郡高城村大字西方）が由来。
「西方」の地名の由来ははっきりしていないが、一説にはこの地には古くから高城郡が置かれ、西方は高城郡西端にしていたことから「西ノ方（にしのかた）」や「西端、西肩（にしかた）」等と読まれており、それが「西方」に転化したという説や、古代の出水郡国形郷の「国形」が転訛したものに由来しているという説もある。

### 年表
- 1922年（大正11年）7月1日：鉄道省の駅として開設[1][5]。
- 1952年（昭和27年）3月25日：鉄筋コンクリート造の駅舎に改築[6]。
- 1961年（昭和36年）9月1日：貨物取扱廃止[1]。
- 1970年（昭和45年）9月1日：CTC導入に伴い業務委託駅化[7]。西方駅長が廃止され、川内駅の被管理駅となる。
- 1983年（昭和58年）3月14日：業務委託終了に伴い無人駅化[8]。荷物扱い廃止[9]。
- 1987年（昭和62年）
  - 4月1日：国鉄分割民営化により、JR九州に承継[1]。
  - 8月31日：夏季限定の有人営業最終日。
- 1988年（昭和63年）3月30日：旧駅舎解体、現駅舎が竣工、完全終日無人駅化。
- 2004年（平成16年）3月13日：九州新幹線開業に伴い、肥薩おれんじ鉄道に移管[10]。
- 2025年（令和7年）3月15日：肥薩おれんじ鉄道の駅にネーミングライツにより「地域と共に 暮らしと共に まごころのサービス 川内観光交通駅」の副駅名が付く[2][3]

## 駅構造
相対式ホーム2面2線を有する地上駅である。無人駅。上り方に保線用側線が設けられている。
旧国鉄時代は2面3線を有する有人駅でコンクリート製の大きな白い駅舎が立ち、上り方に貨物用側線と貨物ホーム、駅舎の両隣に国鉄官舎が設置されていた。ピーク時であった1970年代は夏休みや連休を中心に近隣の西方海水浴場への海水浴客や川内高城温泉への観光客、湯治客で大変賑わい、優等列車が臨時停車したり西鹿児島駅方面から当駅止まりの臨時列車も数本設定されていた。1983年に無人駅化され官舎等が撤去されて駅構内の規模は縮小していたが、駅舎が存在した1987年8月までは多客期となる夏季の夏休み期間中に海水浴客対応のため川内駅から応援の駅員が派遣され、上田浦駅や肥後二見駅、折口駅と同じように期間限定の終日有人駅になっていた。その後、1988年に駅舎が解体されるとともに簡易待合室が設置され、駅舎解体に伴い夏季有人営業も終了した。その後、2000年頃に中線が使用停止され実質2面2線となって現在に至る。使用停止となった中線はその後信号機と架線、本線に交わるポイントレール部分が撤去された状態で長年放置されていたが、2004年3月に肥薩おれんじ鉄道に移管された際に線路が完全に撤去された。
近隣に西方海水浴場があるため、夏休みを中心に海水浴客で賑わう。また、毎年8月上旬に開催される「海・ふれ愛in西方夏祭り納涼大会」の最寄り駅であるため、開催日は駅前やホームが大変混雑する。そのためJR九州から移管された後も2006年開催日までは当駅 - 川内間で臨時列車が1往復設定されていた。

### のりば
| のりば | 路線                | 方向 | 行先                 | 備考                 |
| ------ | ------------------- | ---- | -------------------- | -------------------- |
| 1      | ■肥薩おれんじ鉄道線 | 上り | 出水・水俣・八代方面 |                      |
| 1      | ■肥薩おれんじ鉄道線 | 下り | 川内方面             | 原則としてこのホーム |
| 2      | ■肥薩おれんじ鉄道線 | 下り | 川内方面             | 一部列車のみ         |

- 基本的に上下列車共1番線に入線し、列車交換時のみ下り列車が2番線に入線する。2番線は出水方面・川内方面のどちらからも発着出来るが、2番線発着上り列車は臨時列車を除いては設定されていない。
- JR九州時代は2番線ホームの跨線橋のすぐ前に鉄道省時代の1927年に建てられた古い木造の貴重な待合室が残っていたが、肥薩おれんじ鉄道に経営移管されホーム嵩上げ工事が行われた際に取り壊されて撤去された。

## 利用状況
2019年度の1日平均乗車人員は10人である。
| 年度 | 1日平均 乗車人員 | 1日平均 乗降人員 |
| ---- | ---------------- | ---------------- |
| 2007 | 22               | 45               |
| 2008 | 25               | 53               |
| 2009 | 18               | 39               |
| 2010 | 19               | 40               |
| 2011 | 16               | 34               |
| 2012 | 11               | 26               |
| 2013 | 7                | 19               |
| 2014 | 7                | 17               |
| 2015 | 8                | 19               |
| 2016 | 7                | 18               |
| 2017 | 7                | 17               |
| 2018 | 6                | 17               |
| 2019 | 10               | 23               |

## 駅周辺
- 西方海水浴場
- 国道3号

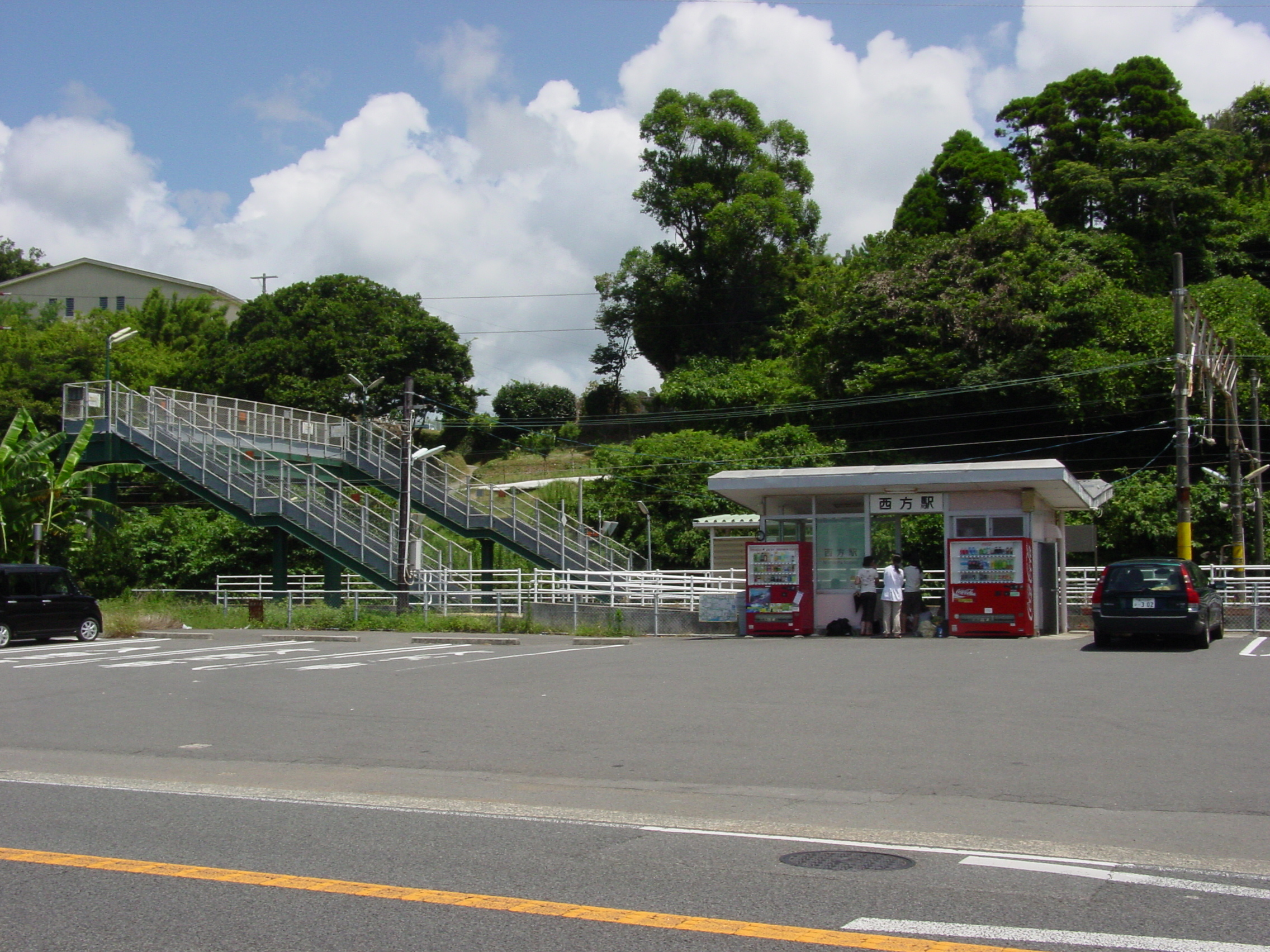
駅前

- 薩摩川内市立西方小学校（2013年3月31日閉校）
- 西方郵便局
- 高城護国神社
- 川内高城温泉

### バス路線
駅前を通る国道3号に「西方駅前」停留所があり、下記の路線が発着する。
南国交通
- 車庫前 - 阿久根新港及び鶴翔高校[11]
  - 車庫前 行、阿久根新港 行、鶴翔高校 行

薩摩川内市コミュニティバス
- 北部循環バス（湯田・西方循環線）
  - 川内駅 行

## 隣の駅
肥薩おれんじ鉄道
■肥薩おれんじ鉄道線
薩摩大川駅（OR23） - 西方駅（OR24） - 薩摩高城駅（OR25）